# The Real McKenzies
The Real McKenzies est un groupe de punk rock canadien, originaire de Vancouver, en Colombie-Britannique. Ils sont l'un des fondateurs du mouvement punk celtique, bien que 10 ans après The Pogues.

## Biographie
Les Real McKenzies, malgré leur patronyme, ne sont pas écossais de nationalité mais bien canadiens, bien que Paul McKenzie (le chanteur et créateur de la formation) soit un descendant direct d’immigrants écossais au Canada. Celui-ci, forcé dès son jeune âge à chanter des chansons traditionnelles écossaises et à s’habiller en kilt par ses parents, décide de « prendre sa revanche » en formant un groupe punk et rock. Entre 1978 et 1979, Paul joue dans The Wankers, les membres du groupe ayant pour lieu de rencontre la Wank Manor dans East Vancouver. Entre 1982 et 1986, Paul McKenzie laisse tomber la basse pour se mettre au saxophone et chant dans The Enigmas. Avant de monter The Real McKenzies, le chanteur des Real McKenzies joue également dans un petit groupe de Vancouver mélangeant punk et musique traditionnelle écossaise: Tartan Haggis.
En 1992, Paul forme les McKenzies et se joignent à lui Kurt Robertson (guitariste), Jamie Fawkes (bassiste), Brad ? est le batteur original, en 2004 Sean Sellers (ancien batteur du groupe punk Good Riddance) devient le batteur de la formation, Mark Boland dit Bone (guitariste) et Anthony Kerr (joueur de cornemuse). Depuis, certains membres sont partis et d'autres les ont rejoints. Influencés par Robert Burns, le Barde de l'Écosse, et d'autres groupes de l'époque (entre autres NOFX et Rancid, avec qui ils sont allés en tournée, et Dropkick Murphys, leur alter ego Irlandais venant de Boston), ils ont un style particulier mêlant agréablement les instruments et les traditions (kilt et cornemuse vs. tatouages et guitare électrique) du punk rock et de la culture écossaise.
Leur chanson Wild Cattieyote est incluse dans Vampires vs. Zombies (ou Carmilla the Lesbian Vampire), sorti en 2004. Leur reprise de la chanson Sailor Mandes Turbonegro est incluse dans le jeu vidéo Tony Hawk's Underground, aussi sorti en 2004. Chaque année, la version Auld Lang Syne des Real McKenzies est utilisé comme compte à rebours pendant la nouvel an du podcast Hollywood Babble-On de Kevin Smith et Ralph Garman.
Leur nouvel album, Westwinds, est publié le 27 mars 2012 chez Fat Wreck Chords. En septembre 2014, le groupe annonce la sortie d'un album pour Fat Wreck Chords au Motor Studio de San Francisco. Le 7 avril 2015, Fat Wreck Chords publie le onzième album des Real McKenzies, Rats in the Burlap. Une biographie du groupe, écrite par Chris Walter et intitulée Under the Kilt: The Real McKenzies Exposed, est publiée au début de 2015. Depuis la parution de leur nouvel album, Two Devils Will Talk, en 2017, ils sont constamment sur la route pour un ceilidh sans fin.

## Discographie
- 1995 : Real McKenzies
- 2000 : Clash of the Tartans
- 2001 : Loch'd and Loaded
- 2001 : Pissed Tae Th' Gills
- 2003 : Oot and Aboot
- 2005 : 10,000 Shots
- 2008 : Off the Leash
- 2010 : Shine not Burn
- 2012 : Westwinds
- 2015 : Rats In The Burlap
- 2017 : Two Devils Will Talk
- 2020 : Beer and Loathing